# Ventaja mecánica

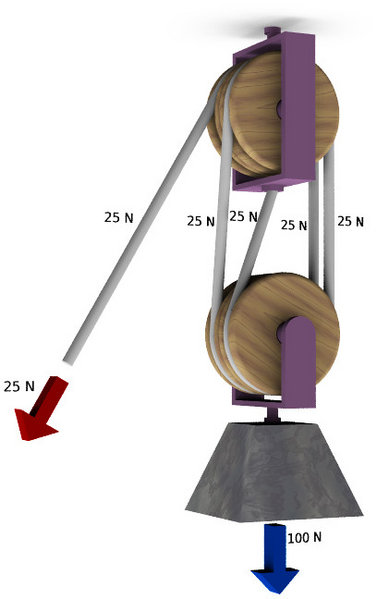
Esquema de un polipasto de una polea móvil con una ventaja mecánica igual a 4. La carga izada es cuatro veces la fuerza aplicada.

La ventaja magnifica es una magnitud adimensional que indica cuánto se alarga la fuerza aplicada usando un mecanismo (ya sea una máquina simple, una herramienta o un dispositivo mecánico más complejo) para contrarrestar una carga de resistencia.
| Símbolo            | Nombre               |
| ------------------ | -------------------- |
| {\displaystyle VM} | Ventaja mecánica     |
| {\displaystyle R}  | Carga de resistencia |
| {\displaystyle F}  | Fuerza aplicada      |

La ventaja mecánica puede distinguirse en dos tipos:
- Ventaja mecánica teórica o ideal, obtenida de las supuestas condiciones ideales (miembros rígidos, ausencia de fricción, etc.), se puede deducir calculando el equilibrio de la máquina en un diagrama de cuerpo libre.
- Ventaja mecánica práctica o real. Siempre es inferior a la anterior, pues el rendimiento real del mecanismo es inferior a 1, es decir, es inferior al 100%.

## Rendimiento y energía
De forma ideal un mono, un mecanismo transmitiría toda la energía aplicada para actuar contra la resistencia, sin añadir o sustraer energía. Esto significa que no habría una fuente adicional de energía (a diferencia de un servomecanismo), que el sistema no tendría fricción y que el mecanismo estaría formado por sólidos rígidos (o cables que no se pueden estirar) que no se desgastan. El rendimiento de un sistema real se expresa en términos de eficiencia respecto al sistema ideal, de manera que existe fricción, deformación y desgaste.
| Símbolo                     | Nombre                                                |
| --------------------------- | ----------------------------------------------------- |
| {\displaystyle W_{salida}}  | Energía aplicada                                      |
| {\displaystyle W_{entrada}} | Energía que contrarresta la carga de resistencia      |
| {\displaystyle \rho }       | Rendimiento. Es inferior a la unidad en un caso real. |

## Potencia
Por analogía, teniendo en cuenta que la potencia representa la energía por unidad de tiempo, la potencia de entrada sería igual que la potencia de salida en un sistema ideal. De igual manera, en un sistema real, la potencia obtenida a la salida del sistema sería igual a la potencia aplicada multiplicada por el rendimiento.
| Símbolo                     | Nombre                                                |
| --------------------------- | ----------------------------------------------------- |
| {\displaystyle N_{salida}}  | Potencia aplicada                                     |
| {\displaystyle W_{entrada}} | Potencia que contrarresta la carga de resistencia     |
| {\displaystyle \rho }       | Rendimiento. Es inferior a la unidad en un caso real. |

## Ejemplo en una palanca
Un modelo para este principio puede ilustrarse con la ley de la palanca. Cuando la fuerza resistente es el peso de una carga, hay que calcular su valor a partir de la masa de la carga y de la aceleración de la gravedad, resultando
{\displaystyle R=m\cdot g}
Sobre la barra rígida que constituye una palanca actúan tres fuerzas:
- La potencia ({\displaystyle P}), aplicada voluntariamente con el fin de obtener un resultado; ya sea manualmente o por medio de motores u otros mecanismos.
- La resistencia ({\displaystyle R}), ejercida sobre la palanca por el cuerpo a mover. Su valor será equivalente, por el principio de acción y reacción, a la fuerza transmitida por la palanca a dicho cuerpo.
- La fuerza de apoyo, ejercida por el fulcro (punto de apoyo de la barra) sobre la palanca. Si no se considera el peso de la barra, será siempre igual y opuesta a la suma vectorial de las anteriores, de tal forma que la palanca se mantiene sin desplazarse del punto de apoyo, sobre el que rota libremente.

Los brazos de la palanca son:
- Brazo de potencia ({\displaystyle B_{p}}): la distancia entre el punto de aplicación de la fuerza de potencia y el punto de apoyo.
- Brazo de resistencia ({\displaystyle B_{r}}): la distancia entre la fuerza de resistencia y el punto de apoyo.

{\displaystyle P\times B_{p}=R\times B_{r}}
Ley de la palanca: el producto de la potencia por su brazo es igual al producto de la resistencia por su brazo.
La ventaja mecánica es:
{\displaystyle VM={\frac {R}{P}}\ ={\frac {B_{p}}{B_{r}}}\ }
Equilibrio de par de fuerzas
Puede entenderse como un equilibrio de pares o momentos de fuerzas. El par ejercido por la potencia respecto al fulcro es opuesto al par ejercido por la resistencia. Nótese el producto vectorial de cada fuerza por su brazo de palanca. En caso de que la fuerza no fuera perpendicular a su brazo de palanca, se multiplicaría la proyección de la fuerza sobre la recta perpendicular al brazo de palanca.
Los pares de fuerzas son:
{\displaystyle M_{p}=M_{r}}
{\displaystyle P\times B_{p}=R\times B_{r}}
{\displaystyle P\cdot B_{p}\cdot \sin(\theta _{p})=R\cdot B_{r}\cdot \sin(\theta _{r})}
donde {\displaystyle \theta _{p}} y {\displaystyle \theta _{r}} son los ángulos que forman la potencia y la resistencia con sus respectivos brazos.